# Fastighetsbestämning
Fastighetsbestämning innebär att man avgör var fastighetsgränser går, om servitut är giltiga och deras omfattning med mera.

## Lagstiftningen i Sverige
Vid fastighetsbestämning avgör man var fastighetsgränser går, om servitut och ledningsrätter är giltiga och deras omfattning, om byggnader och anläggningar hör till en fastighet och hur omfattande gemensamhetsanläggningar är.
Om fastighetsbestämningen görs i samband med fastighetsbildning hanteras de i regel tillsammans. Efter lantmäteriförrättning av lantmäterimyndighet tas ett fastighetsbestämningsbeslut, varefter gränsen ritas upp på en förrättningskarta eller beskrivs i handlingarna från förrättningen. Gränsen märks ut på marken och stakas ut om det behövs.

## Lagstiftningen i Finland
Vid fastighetsbestämning avgör man var utsträckningen av en fastighet, annan registerenhet eller annat som gäller fastighetsindelningen.

## Fotnoter
1. ↑  14 kap. 1 § Fastighetsbildningslagen (1970:988)
2. ↑  14 kap. 14 § Fastighetsbildningslagen (1970:988)
3. ↑  14 kap. 4 § Fastighetsbildningslagen (1970:988)
4. ↑  14 kap. 7 § Fastighetsbildningslagen (1970:988)
5. ↑  Finland: 12.4.1995/554 Den finska fastighetsbildningslagen, 101 §.